# 光安愛友
光安 愛友（みつやす ちかとも、1926年4月1日 - 2011年2月25日）は、日本の実業家。

## 経歴
福岡県に生まれる。
1944年福岡県中学修猷館を経て、1951年、東京大学法学部政治学科を卒業し富士銀行に入行。
1976年6月富士銀行業務渉外部長、1978年6月同取締役となり、1981年6月沖電気工業常務、1983年6月同専務、1988年同副社長に就任。
1991年6月沖電線社長に就任。1994年6月同会長、1995年6月同相談役となる。
妻・悦子の父(岳父)は電通の第4代社長､吉田秀雄である。